# Treizième gouvernement de l'État espagnol
Royaume d'Espagne
Franco XII Arias I
Le Treizième gouvernement de l'État espagnol (Decimotercer gobierno del Estado español) était le gouvernement du royaume d'Espagne, du 11 juin 1973 au 3 janvier 1974.

## Contexte
Depuis les années 1960, les facultés intellectuelles du général Franco diminuent. Rongé par la maladie de Parkinson, il est de moins en moins à même de tenir la barre de son régime et le conseil des ministres en est un des symptômes : la présentation des principaux événements politiques, auxquels le Caudillo consacrait auparavant la première demi-heure du conseil, diminue drastiquement, voire disparaît au début des années 1970.
Avec le progrès de sa maladie, il arrive en outre à Franco de s'endormir durant le conseil. En conséquence de quoi, la durée de ce dernier est fortement raccourcie pour s'adapter à la santé du Caudillo, ce qui a des conséquences politiques :
- l'éloignement du pouvoir de Franco paralyse l'appareil d'État espagnol et ses Ministres, habitués à l'extrême centralisation du pouvoir ;
- incapable d'exercer son pouvoir d'arbitrage entre les différentes « familles politiques » du régime, la synthèse du franquisme se vide de son contenu ;
- crispation entre les partisans de « l'ouverture » et les « ultras » (apparition du búnker et du groupe Tácito) ;
- apparition du terrorisme basque et d'extrême-gauche (ETA, FRAP, etc.) ;
- désengagement idéologique de l'Église catholique de plus en plus prononcé (élection à la présidence de la Conférence épiscopale espagnole de Vicente Enrique y Tarancón).

Le 12e gouvernement, déjà déboussolé par les événements en interne, subit également un camouflet diplomatique avec l'élargissement de la Communauté économique européenne au Danemark, à l'Irlande et au Royaume-Uni, ce qui entraîne un déséquilibre par rapport à l'accord préférentiel signé en juin 1970, sur la réduction des droits de douane entre la CEE et l'Espagne.
Le coups de grâce survient cependant le 1er mai 1973 : durant une manifestation censément interdite, le FRAP assassine un officier de la guardia civil, provocant une violente réaction du búnker qui se termine par une crise gouvernementale.
Constatent que son état de santé ne lui permettait plus de garantir l'unité de son gouvernement, Franco se résigne à abandonner ses fonctions de chef du gouvernement — disposition prévue par la loi organique de 1967 — et charge son collaborateur de toujours, l'amiral Carrero Blanco, de former un nouveau gouvernement.

## Composition
| Poste                                                             | Titulaire                                      |
| ----------------------------------------------------------------- | ---------------------------------------------- |
| Président du gouvernement                                         | Luis Carrero Blanco Torcuato Fernández Miranda |
| Vice-président Ministre, secrétaire général du Mouvement national | Torcuato Fernández Miranda                     |
| Ministres                                                         |                                                |
| Ministre des Affaires étrangères                                  | Laureano López Rodó                            |
| Ministre de la Justice                                            | Francisco Ruiz-Jarabo                          |
| Ministre de l'Armée de terre                                      | Francisco Coloma Gallegos                      |
| Ministre de l'Armée de l'air                                      | Julio Salvador y Díaz-Benjumea                 |
| Ministre de la Marine                                             | Gabriel Pita da Veiga y Sanz                   |
| Ministre de l'Industrie                                           | José María López de Letona y Núñez del Pino    |
| Ministre du Commerce                                              | Agustín Cotorruelo                             |
| Ministre du Gouvernement                                          | Carlos Arias Navarro                           |
| Ministre des Travaux publics                                      | Gonzalo Fernández de la Mora                   |
| Ministre de l'Agriculture                                         | Tomás Allende y García-Baxter                  |
| Ministre du Logement                                              | Luis Rodríguez de Miguel                       |
| Ministre de l'Éducation                                           | Julio Rodríguez Martínez                       |
| Ministère de l'Information et du Tourisme                         | Fernando de Liñán y Zofio                      |
| Ministre des Finances                                             | Antonio Barrera de Irimo                       |
| Ministre des Relations syndicales                                 | Enrique García-Ramal                           |
| Ministre du Logement                                              | José Utrera Molina                             |
| Ministre du Travail                                               | Licinio de la Fuente                           |

## Sources
- Cristina Tango, L'Espagne : Franquisme, transition démocratique et intégration européenne 1939-2002, Institut européen de l'université de Genève, Euryopa, 2006, 203 p. (ISBN 2-940174-41-5)
- Bartolomé Bennassar, Franco, Paris, Perrin, 1995-2002, 409 p. (ISBN 978-2-262-01895-5 et 2-262-01895-2)